# Sé siríaca oriental de Nísibis
A Metrópole de Nísibis foi uma sé metropolitana siríaca oriental da Igreja do Oriente, entre os séculos V e XVII. A província eclesiástica de Nísibis (em siríaco:  ܢܨܝܒܝܢ, Nisibin, muitas vezes abreviado para Soba, ܨܘܒܐ) teve uma série de dioceses sufragâneas em diferentes períodos de sua história, incluindo: Arzanena, Reimena, Bete Corduena (mais tarde renomeada Tamanom), Zabdicena, Cube de Arzanena, Balade, Xigar (Sinjar), Armênia, Bete Tabiate e os Cartauaie, Harrã e Calínico (Raca), Maipercate (com Amida e Mardim), Resaina, Carta e Adarma, Caimar e Hesna de Quifa. Austã de Arzanena e Moxoena também foram dioceses sufragâneas no século V.

## Antecedentes
Em 363, o imperador romano Joviano foi obrigado a ceder Nísibis e cinco distritos vizinhos à Pérsia para libertar o exército derrotado de seu antecessor Juliano do território persa. A região de Nísibis, depois de quase cinquenta anos de governo de Constantino e seus sucessores cristãos, pode muito bem ter contido mais cristãos do que todo o Império Sassânida, e essa população cristã foi absorvida pela Igreja do Oriente em uma única geração. O impacto da cessão de Nísibis sobre a demografia da Igreja do Oriente foi tão marcante que a província de Nísibis foi classificada em segundo lugar entre as cinco províncias metropolitanas estabelecidas no sínodo de Isaac em 410, uma precedência aparentemente concedida sem contestação pelos bispos das três províncias persas mais antigas relegadas a uma posição inferior. O metropolita de Nísibis estava abaixo do metropolita de Ilão, mas acima dos metropolitas de Mesena, Adiabena e Garameia.
O bispo de Nísibis foi reconhecido no Cânone XXI do Sínodo de Isaque como “Metropolita de Arzanena, de Corduena, de Zabdicena, de Reimena, de Moxoena e dos bispos que ali se encontram”, e os bispos Daniel de Arzanena, Samuel “de Arzanena para Baita d'Austã”, Daniel de Moxoena e Abraão de Reimena foram confirmados como seus sufragâneos.

## História
O bispo de Nísibis foi reconhecido em 410 como o metropolita de Arzum (ܐܪܙܘܢ), Cardu (ܩܪܕܘ), Bete Zabdai (ܒܝܬ ܙܒܕܝ), Bete Raimai (ܒܝܬ ܪܚܡܝ) e Bete Moxaie (ܒܝܬ ܡܘܟܣܝܐ). Esses eram os nomes siríacos de Arzanena, Corduena, Zabdicena, Reimena e Moxoena, os cinco distritos cedidos por Roma à Pérsia em 363. A diocese metropolitana de Nísibis (ܢܨܝܒܝܢ) e as dioceses sufragâneas de Arzanena, Corduena e Zabdicena tiveram uma longa história, mas Reimena não é mencionada novamente, enquanto Moxoena não é mencionada depois de 424, quando seu bispo Ático (provavelmente, por seu nome, um romano) subscreveu os atos do sínodo de Dadixo. Além do bispo de Arzanena, um bispo de Austã de Arzanena (plausivelmente identificado com o distrito de Ingilena) também participou desses dois sínodos, e sua diocese também foi designada para a província de Nísibis. A diocese de Austã de Arzanena sobreviveu até o século VI, mas não é mencionada depois de 554.
Durante os séculos V e VI, três novas dioceses da província de Nísibis foram fundadas em território persa, no Arbaistão (o interior de Nísibis, entre Moçul e os rios Tigre e Cabur) e na região montanhosa a nordeste de Arzanena. Em 497, uma diocese havia sido estabelecida em Balade (a moderna Esqui Moçul), no Tigre, que persistiu até o século XIV. Em 563, havia também uma diocese para Xigar (Sinjar), bem no interior do Arbaistão, e em 585 uma diocese para “Bete Tabiate e Cartauaie”, o país a oeste do lago de Vã, habitado pelos curdos de Kartaw. Davi foi o bispo dos curdos de Kartaw durante ou imediatamente após o reinado de Henanixo I (686-698).
A famosa Escola de Nísibis foi um importante seminário e academia teológica da Igreja do Oriente durante o final do período sassânida e, nos últimos dois séculos do domínio sassânida, gerou uma notável efusão de estudos teológicos siríacos orientais.
Provavelmente durante o período omíada, a diocese siríaca oriental da Armênia foi anexada à província de Nísibis. O bispo Artashahr da Armênia esteve presente no sínodo de Dadixo em 424, mas a diocese não foi designada a uma província metropolitana. No final do século XIII, a Armênia era certamente uma diocese sufragânea da província de Nísibis, e sua dependência provavelmente remontava ao século VII ou VIII. Os bispos da Armênia parecem ter se reunido na cidade de Halate (Aquelate), na margem norte do lago de Vã.
A conquista árabe permitiu que os siríacos orientais se mudassem para o oeste da Mesopotâmia e estabelecessem comunidades em Damasco e em outras cidades que antes pertenciam ao território romano, onde viviam ao lado de comunidades siríacas ortodoxas, armênias e melquitas muito maiores. Algumas dessas comunidades ocidentais foram colocadas sob a jurisdição dos metropolitas siríacos orientais de Damasco, mas outras foram anexadas à província de Nísibis. Essa última incluía uma diocese para Harrã e Calínico (Raca), atestada pela primeira vez no século VIII e mencionada pela última vez no final do século XI, e uma diocese em Maipercate, mencionada pela primeira vez no final do século XI, cujos bispos também eram responsáveis pelas comunidades da Síria Oriental em Amida e Mardim. As listas de dioceses dos séculos XI e XIII na província de Nísibis também mencionam uma diocese para a cidade síria de Resaina (Ras Alaim). Resaina é um local plausível para uma diocese da Síria Oriental nesse período, mas nenhum de seus bispos é conhecido.
As mudanças nos títulos formais e informais ostentados pelos metropolitas de Nísibis refletem as mudanças no centro de gravidade da província ao longo dos séculos. Em 497, o metropolita Oseias de Nísibis foi chamado de “metropolita do país de Arbaistão”. No século XI, o metropolita Abedixo ibne Aride de Nísibis, que se tornou patriarca em 1074, foi chamado de “bispo metropolitano de Soba [Nísibis] e Bete Narim [Mesopotâmia]”. No final do século XIII, o célebre escritor siríaco oriental Abedixo Bar Brica, ele próprio metropolitano de Nísibis, referiu-se livremente à sua província como “Soba (Nísibis) e Síria Mediterrânea”. [No entanto, poucas dioceses da Mesopotâmia ou da Síria ainda existiam nesse período, e Abedixo era normalmente chamado de “metropolita de Nísibis e da Armênia”. Até onde se sabe, o título “metropolita de Nísibis e Armênia” foi usado por todos os sucessores de Abedixo até 1610, quando a província metropolitana siríaca oriental de Nísibis foi abolida.
Abedixo Bar Brica listou treze dioceses sufragâneas na província de Nísibis no final do século XIII, na seguinte ordem: Arzanena, Cube, Reimena, Balade, Xigar, Corduena, Tamanom, Zabdicena, Halate, Harrã, Amide, Resaina e Adormia (Carta e Adarma). Argumentou-se de forma convincente que Abedixo estava apresentando um panorama das dioceses da província de Nísibis em vários períodos de sua história, em vez de uma lista autêntica de dioceses do final do século XIII, e é improvável que as dioceses de Cube, Reimena, Harrã e Resaina ainda existissem nesse período.
Uma diocese foi fundada em meados do século XIII ao norte do Tur Abdim para a cidade de Hesna d'Quifa, talvez em resposta à imigração siríaca oriental para as cidades da planície do Tigre durante o período mongol. Ao mesmo tempo, várias dioceses mais antigas podem ter deixado de existir. As dioceses de Caimar e Carta e Adarma foram mencionadas pela última vez no final do século XII, e a diocese de Tamanom em 1265, e não está claro se elas persistiram até o {{séc|XIV}. As únicas dioceses da província de Nísibis que definitivamente existiam no final do século XIII eram Armênia (cujos bispos estavam em Halate, na margem norte do Lago de Vã), Xigar, Balade, Arzanena e Maipercate.

## Estrutura
A sé de Nísibis foi fundada em 300.

### Bispos
- Babu (300–309);[4]
- São Jacó ou Tiago de Nísibis (309–338 ou 350), fundador da Escola de Nísibis e signatário do Primeiro Concílio de Niceia;
- Oseias (fl.  410–424), signatário dos sínodos realizados por Isaac (410), Yahballaha I (420) e Dadixo (424);[5]
- Paulo (fl.  554), signatário do sínodo realizado por José em 554;[5]
- Gregório (fl. c.  596), anteriormente bispo de Cascar;[8]
- Isque (646–?), atestado pelo sucessor de Maremmeh, Ishoyahb III (r.  649–59);[1]
- Camixo (697), consagrado por Henanixo I no início do ano e morreu quarenta dias depois;[7]
- Sabrixo de Balade (697–?);[7]
- Ruzbihan (fl. c. 725), um antigo superior do mosteiro de Mar Awgin nomeado por Sliba-zkha (r. 714–28) que serviu por doze anos. Mari afirma que ele era "de aprendizado indiferente", mas "muito caridoso para com os pobres" e que ele "restaurou as igrejas em sua arquidiocese";[7]
- Cipriano (740/1–766/7);[9]
- João (fl. c.  775  – c.  790), retornou à diocese após sua libertação da prisão em 776/7 e entre os bispos que testemunharam a retratação do monge Nestório da heresia messaliana feita em 790 antes de sua consagração como bispo de Bete Nuadra;[5][9]
- Qayyoma ( fl. c.  870 ), discípulo de Sargis (r. 860–72) e ex- bispo de Tirhan;[7]
- Bokhtisho (falecido em 912/13);[9]
- Isho yahb (falecido em 994/5);[7][9]
- Yahballaha (994/5–1006/7), antigo bispo de Ma Alta;[7][9]
- Elias de Nísibis (26  de dezembro de 1008 – 18 de julho de 1046), ex-bispo de Bete Nuadra e famoso por sua Cronografia;[9]
- Abedixo II ibne Alaride (?–1074), que foi elevado a patriarca (r. 1074–90).[2] Sob seu reinado, o patriarca Sabrisho III introduziu o costume de permitir que o metropolita de Nisibis participasse das eleições patriarcais;[10]
- Giwargis (1074), um antigo bispo de Arzanena que morreu poucos dias após sua consagração;[7]
- Ibne Hamade (1074–?);[7]
- Isho zkha ( fl.  1281 ), presente na consagração de Yahballaha III em 1281;[7]
- Abedixo Bar Brica (1285 x 1291–?), antigo bispo de Xigar e Arbaistão, presente na consagração de Timóteo II em 1318.[1][11]

### Dioceses
- Diocese de Arzanena;
- Diocese de Austã de Arzanena;
- Diocese de Corduena;
- Diocese de Zabdicena;
- Diocese de Moxoena;
- Diocese de Reimena;
- Diocese de Cube de Arzanena;
- Diocese de Tamanom;
- Diocese de Harrã;
- Diocese de Maipercate;
- Diocese de Balade.
- Diocese de Xigar;
- Diocese de Bete Tabiate e Cartauaie;
- Diocese de Carta e Adarma;
- Diocese da Armênia;
- Diocese de Caimar;
- Diocese de Hesna d'Quifa

### Sés não especificadas
O bispo não aperfeiçoado ibne Fadala, “guardião do trono de Nísibis” e bispo de uma diocese sem nome na província de Nísibis, estava presente junto com o metropolita João de Nísibis na consagração do patriarca Abedixo III em 1139. Ele foi solicitado a proclamar o nome do patriarca na cerimônia tradicional na igreja de Mar Pethion, “porque todos os bispos da grande eparquia [Bete Aramaie] haviam morrido e seus tronos estavam vagos; algo que nunca havia acontecido antes”.